# Simsligging
De simsligging is binnen de geneeskunde een houding waarbij een patiënt op zijn zij ligt en waarbij onder het hoofd, onder de bovenarm en onder het bovenliggende onderbeen een klein kussen is aangebracht. Bij magere patiënten kan ter ondersteuning van de romp een klein kussentje onder de buik worden aangebracht.
Bij deze houding moet extra aandacht worden besteed aan de ademhaling en de extremiteiten die onder liggen.
De naam is ontleend aan de Amerikaanse chirurg en vrouwenarts James Marion Sims (1813-1883).

## Doel
- Voorkomen van slikproblemen
- Af laten vloeien van te veel slijm en sputum
- Vergemakkelijken van het slapen